# Secunda Giedi
Secunda Giedi (alpha2 Capricorni) is een meervoudige ster in het sterrenbeeld Steenbok (Capricornus).

## NGC 6897 en NGC 6898
Driekwart graad ten oostnoordoosten van het meervoudig stersysteem Secunda Giedi zijn de sterrenstelsels NGC 6897 en NGC 6898 te vinden. Amateurastronomen kunnen Secunda Giedi aanwenden als gidsobject om op zoek te gaan naar beide sterrenstelsels.